# Alpski zid
Alpski zid (italijansko Vallo Alpino) je bil Italijanski fortifikacijski sistem po celotni kopenski meji. Raztezal se je od Ligurskega morja in preko grebenov Alp ob meji s Francijo, Švico, Avstrijo in Jugoslavijo vse do Reke v dolžini 1850 kilometrov ter je tako varoval tudi del slovenskega ozemlja, ki ga je po letu 1918 zasedla Italija.
Vzhodni del alpskega zidu je bil dolg približno 250 kilometrov in je bil zgrajen vzdolž rapalske meje da bi varoval strateško pomembne prehode v Italijo iz ozemlja Jugoslavije. Sprva je imel zgolj obrambno vlogo, kasneje pa so utrdbe prilagodili tudi napadalni.

## Zgodovina
Zametki sistema utrdb so izgradnje utrjenih vojašnic italijanske finančne straže in enot GAF (it. Guardia alla Frontiera), poljskih utrdb, strelskih jarkov in strojničnih gnezd po določitvi rapalske meje leta 1920. V koncu dvajsetih let so Italijani že začeli izvajati obsežne infrastrukturne gradnje, na podlagi česa se je kasneje začela tudi izgradnja utrdb, ki se je uradno začela z izdajo okrožnice 200, januarja 1931. 
Do napada na Jugoslavijo utrdbeni pas še zdaleč ni bil dokončan. Do tega časa so Italijani zgradili zgolj manjše utrdbe, ki so zadostovale za hribovit teren. Po napadu na Jugoslavijo je bila večina utrdb razorožena, saj so tamkajšnje enote GAF uporabili za okupacijo Slovenije. Razorožene so ostale do padca Mussolinija, ko je general Mario Robotti italijanskim enotam v Sloveniji in na Hrvaškem ukazal umik na linijo alpskega zidu.
Po kapitulaciji Italije so Nemci leta 1944 preventivno razstrelili del utrdb iz strahu pred zavezniškim izkrcanjem v Istri. Že naslednjo leto pa so Nemci zasedli alpski zid na slovenskem ozemlju, ga povezali z nekaterimi deli Rupnikove linije in tako ustvarili enoten obrambni sistem, t. i. Ingridovo linijo, ki so jo uporabili proti napredovanju jugoslovanskih sil.
Po vojni so Jugoslovani utrdbe večkrat uničevali, v glavnem zaradi povojnega pomanjkanja železa.

## Organizacija
Zid naj bi v glavnem sestavljali dve obrambni črti. 
 Prva (Zona di Sicurezza) je potekala tik ob rapalski meji. Večkrat so utrdbe postavili ob vznožje grebenov, ki so lažje branljiva. Črta je potekala po: Fužinah, Vršiču, Lepeni, Bogatinu, Lajnaru, Poreznu, Godoviču, Hrušici, Planini, Javorniku, Snežniku, Gomancah, Klani, Reki. 
 Druga cona (Zona di Resistenza) je potekala nekaj kilometrov za prvo črto. Oddaljenost od prve črte je bila pogojena s terenom. Potekala je po: Peči, Mangartu, Učji, dolini reke Idrijce, Črnemu vrhu, Javorniku, Nanosu, Pivki, Milanji, Jelšanah, obronkih Čičarije do Opatije. 
 Poleg teh dveh glavnih črt je bila še tretja (Zona di Schieramento), območje za obema črtama, v katerem so bili nameščeni težko topništvo, protiletalski topovi ter zbirališča čet za protinapad. Skupno število italijanskih vojakov, ki naj bi varovali rapalsko mejo je bilo okrog 15.000.
Italijanske enote na zidu so bile razdeljen na sektorje, ki so bili podrejeni trem poveljstvom armadnih zborov (VI., XI. in V.). 

VI. armadnemu zboru v Trevisu je bil podrejen XVII. sektor Trbiž–Peč–Predel.

Pod XI. armadni zbor v Vidmu so sodili:

XXI. sektor okrog Tolmina s podsektorji

a) Bovec,

b) Poljubinj pri Tolminu,

c) Podbrdo,

XXII. sektor okrog Idrije s podsektorji

a) Cerkno,

b) Idrija,

c) Črni Vrh,

XXIII. sektor okrog Postojne s podsektorjema

a) Podkraj,

b) Postojna.

Pod V. armadni zbor v Trstu so sodili:

XXV. sektor okrog Št. Petra na Krasu oziroma današnje Pivke s podsektorjema

a) Št. Peter,

b) Knežak,

XXVI. sektor okrog Ilirske Bistrice s podsektorji

a) Hermesburg (Ermesburgo oz. Gomance),

b) Klana,

c) Matulji,

XXVII. sektor okrog Reke.

## Tipi utrdb
Utrdbe so se delile na tri tipe, ki so bili poimenovani po številki okrožnice, ki je vsebovala navodila izgradnje. Tako so nastali trije tipi utrdb: 
Utrdbe tipa 200 (poimenovana po okrožnici številka 200) je sprožila gradnje vzdolž celotnega obrambnega pasu, s čimer so zavarovali predvsem pomembne strateške položaje in prelaze. Glavna oborožitev so bile težke strojnice, na lažje prehodnih točkah pa tudi protitankovski topovi. 
Utrdbe tipa 7000, so nastale z namenom okrepitve že obstoječih utrdb. To so bili samostojni bunkerji s po dvema strojničnima položajema ter zelo redko s protitankovskimi topovi. 
Kot zadnje so nastale utrdbe tipa 15000 zaradi potrebe po povečanju ognjene moči utrdb tipa 200, dodajanju jeklenih opazovalnih kupol ter razširitvi iz dveh obrambnih linij na štiri. S tem tipom so tudi zadostili potrebam po povečani nastanitvi vojakov, ki bi se pripravljali za napad. Ravno tu utrdbe dobijo tudi napadalno vlogo. Primer utrdbe tega tipa na našem ozemlju je utrdba na Planini Polog in nedokončana dopolnitvena dela na utrdbi na Godoviču, kjer je razvidna načrtovana dogradnja.
Utrdbe pa so se delile tudi po velikosti:

- A – Velike, s pet ali več bojnimi bloki, oborožene z mitraljezi, protitankovskimi topovi, minometi, poveljeval je častnik.
- B – Srednje, z dvema do štirimi bojnimi bloki, oborožitev kot pri tipu A, poveljnik je bil lahko rezervni častnik.
- C – Male, z enim ali dvema bojnima blokoma, po navadi oborožena s strojnico, poveljeval je podčastnik.

Kot posebnost utrdb velja omeniti še fotofoniko, svetlobni komunikacijski sistem, ki je omogočal sporazumevanje med utrdbami.

### Nekateri znani objekti, ki so služili pri varovanju rapalske meje
- Koča na Mangrtskem sedlu (obmejna stražarnica)
- Zavetišče pod Špičkom (opazovalnica)
- Koča pri izviru Soče (vojašnica)
- Dom dr. Klementa Juga v Lepeni (vojašnica)
- ostanki vojašnice Viktorja Emanuela III pod Triglavom
- utrdba tipa 15000 na Planini Polog
- ostanki vojašnice v dolini Za Lepočami pod Bogatinskimi vratci
- utrdba v bližini sedla Globoko nad Planino Razor
- Koča na planini Razor (vojašnica)
- Dom Zorka Jelinčiča na Črni prsti (obmejna stražarnica)
- Dom starejših občanov na Petrovem brdu (vojašnica)
- Dom Andreja Žvana-Borisa na Poreznu (obmejna stražarnica)
- Psihiatrična bolnišnica Idrija (vojašnica)
- Utrdbe v Otoški dolini pri Cerkniškem jezeru
- Vojašnica in utrdbe v Rakovem Škocjanu
- Utrdbe v Mrzlem Dolu na Snežniku
- Planinska koča na Snežniku